# Wilhelm Digeon von Monteton
Ernst Arnold Wilhelm Baron Digeon von Monteton (* 29. November 1853 in Schönebeck; † 7. November 1931 in Celle) war ein deutscher Offizier, zuletzt Generalmajor.

## Leben
Wilhelm Digeon von Monteton war ein Sohn des preußischen Offiziers und Schriftstellers Otto Digeon von Monteton (1822–1913). Er war Bruder von Adolf Digeon von Monteton (1851–1946) und Anton Digeon von Monteton (1860–1937), welche wie er beide später Offiziere wurden.
Monteton trat am 25. März 1873 als Portepeefähnrich in das Infanterie-Regiments Nr. 93 ein. Mit der Beförderung zum Secondlieutnant am 12. Januar 1875 wurde er zum Ulanen-Regiment Nr. 16 kommandiert. Am 16. Juli 1881 wechselte er in das Ulanen-Regiment Nr. 7 und wurde hier am 16. August 1883 zum Premierlieutenant befördert. Am 12. Juli 1889 erfolgte mit seiner Beförderung zum Rittmeister (ohne Patent) die Versetzung in das Kürassier-Regiment Nr. 8. Das Patent zum Dienstgrad wurde ihm am 21. September 1889 verliehen. Er wurde am 16. September 1891 á la suite des Regiments, wo er als Eskadron-Chef gedient hatte, gestellt und als Reitlehrer, später auch als Turn- und Fechtlehrer, an das Militärreitinstitut nach Hannover versetzt. Am 22. April 1905 wurde er zum Oberstleutnant befördert.
Vom 18. Juli 1905 bis 18. Februar 1908 war er Kommandeur des Ulanen-Regiments Nr. 3 bei der 5. Kavallerie-Brigade. Anschließend übernahm er als Oberst die Führung der Offiziers-Reitschule des Militärreitinstituts Hannover und blieb dies bis 1910. Vom 10. September 1910 an war Kommandeur neu aufgestellten 38. Kavallerie-Brigade (Erfurt). 1912 wurde seinem Abschiedsgesuch zugestimmt und Monteton wurde mit der Pension zur Disposition gestellt.
Am 7. November 1889 hatte er in Beetzendorf Helene Charlotte, Gräfin von der Schulenburg (1856–1948), Tochter von Werner von der Schulenburg, geheiratet.
1931 starb er in Celle und wurde in einem Nachruf als „bekanntesten Reiter der alten Armee“ beschrieben.

## Auszeichnungen (Auswahl)
- Orden vom Zähringer Löwen, Ritterkreuz II. Klasse mit Eichenlaub[10]
- Friedrichs-Orden, Ritterkreuz I. Klasse[11]
- 1912: Roter Adlerorden, II. Klasse mit Eichenlaub[12]